# Орден Святого Саввы
Орден Святого Саввы (серб. Орден светог Саве) — государственная награда Королевства Сербия и его правопреемника — Королевства Сербов, Хорватов и Словенцев, с 1929 года — Королевства Югославия, присуждаемая за достижения в области культуры, государственного образования, науки, государственной службы, богословия, а также за услуги, оказываемые королю, государству и народу.

## История
Орден был учрежден королём Миланом I 23 января 1883 г. и назван в честь жившего в XIII веке первого архиепископа Сербии Святого Саввы (1169—1236), святого Сербской православной церкви, который незадолго до кончины венчал своего брата Стефана королевским венцом.
После Второй мировой войны орден святого Саввы становится династическим королевского дома Карагеоргиевичей и остаётся таковым по сей день.
В 1986 году Сербская православная церковь учредила одноимённый орден в трёх степенях, награждение которым производит Сербский Патриарх.

## Положение о награде
Орден предназначен для награждения «за службу в сфере образования, литературы, церкви и изящных искусств».

## Описание

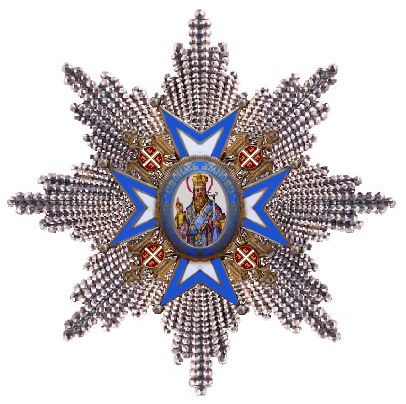
Звезда ордена

Знак ордена представляет собой серебряный позолоченный мальтийский крест белой эмали с голубой каймой с золотыми шариками на концах, между концами которого расположены сербские двуглавые орлы. В центре креста размещен овальный медальон с полноцветным портретом Св. Саввы, обрамленный голубым кольцом с сербской надписью «ТРОУДОМ СВОИМЪ ВЪСА ПРИОБРѢТЕ». Типы знаков различаются по портрету Св. Саввы и реверсу медальона. Но оборотной стороне медальона белой эмали помещён вензель учредителя ордена М.I. (Милан I). С 1903 года на оборотной стороне знака ордена вместо вензеля помещалась серебряная рельефная дата учреждения ордена: 1883.
Звезда ордена серебряная восьмиконечная, на которую наложен знак ордена без короны. Звезда кавалеров Большого креста большего размера, чем звезда Великих офицеров.
Орден Святого Саввы имел пять степеней:
| Орден Святого Саввы | Орден Святого Саввы    | Орден Святого Саввы | Орден Святого Саввы | Орден Святого Саввы | Орден Святого Саввы |
| Большой крест       | Гранд-офицерский крест | Командорский крест  | Офицерский крест    | Рыцарский крест     |                     |
| ------------------- | ---------------------- | ------------------- | ------------------- | ------------------- | ------------------- |
|                     |                        |                     |                     |                     |                     |

## Способ ношения
Кавалеры Большого креста носили знак ордена у левого бедра на чересплечной ленте. Звезда ордена располагалась на левой стороне груди.
Великие офицеры и командоры носили знак ордена на шейной ленте. Великим офицерам полагалась звезда ордена для ношения на левой стороне груди.
Офицеры и кавалеры носили знак ордена на груди, на ленте ордена, сложенной в треугольную колодку.

## Некоторые кавалеры ордена
- Гейнц Гудериан
- Николай Константинович Рерих[1][2]
- Драголюб Михайлович[3]
- Пётр Фёдорович Рерберг[4]
- Григорий Иванович Самойлов[5]
- Жанка Стокич
- Олив Келсо Кинг